# Эссекс (округ, Массачусетс)
Округ Эссекс (англ. Essex County) располагается в штате Массачусетс, США. Официально образован в 1643 году. По состоянию на 2010 год, численность населения составляла 743 159 человек.

## География
По данным Бюро переписи США, общая площадь округа равняется 2144,522 км2, из которых 1276,871 км2 суша и 870,241 км2 или 41,000 % это водоёмы.

### Соседние округа
Округ Эссекс граничит с юга с округами Саффолк и Мидлсекс, штат Массачусетс, и с округами Хилсборо (северо-запад) и Рокингхем (север), штат Нью-Гэмпшир.

## Население
По данным переписи населения 2010 года в округе проживает 743 159 жителей в составе 306 754 домашних хозяйств и 185 081 семей. Плотность населения составляет 558,00 человек на км2. На территории округа насчитывается 287 144 жилых строений, при плотности застройки около 221,00-го строения на км2. Расовый состав населения: белые — 76,00 %, афроамериканцы — 3,80 %, коренные американцы (индейцы) — 0,23 %, азиаты — 3,10 %, гавайцы — 0,04 %, представители других рас — 6,20 %, представители двух или более рас — 2,60 %. Испаноязычные составляли 16,50 % населения независимо от расы.
В составе 32,80 % из общего числа домашних хозяйств проживают дети в возрасте до 18 лет, 51,10 % домашних хозяйств представляют собой супружеские пары проживающие вместе, 12,40 % домашних хозяйств представляют собой одиноких женщин без супруга, 32,80 % домашних хозяйств не имеют отношения к семьям, 27,10 % домашних хозяйств состоят из одного человека, 10,90 % домашних хозяйств состоят из престарелых (65 лет и старше), проживающих в одиночестве. Средний размер домашнего хозяйства составляет 2,57 человека, и средний размер семьи 3,15 человека.
Возрастной состав округа: 25,20 % моложе 18 лет, 7,50 % от 18 до 24, 30,30 % от 25 до 44, 23,10 % от 45 до 64 и 23,10 % от 65 и старше. Средний возраст жителя округа 38 лет. На каждые 100 женщин приходится 91,90 мужчин. На каждые 100 женщин старше 18 лет приходится 87,80 мужчин.
Средний доход на домохозяйство в округе составлял 51 576 USD, на семью — 63 746 USD. Среднестатистический заработок мужчины был 44 569 USD против 32 369 USD для женщины. Доход на душу населения составлял 26 358 USD. Около 6,60 % семей и 8,90 % общего населения находились ниже черты бедности, в том числе — 11,90 % молодёжи (тех, кому ещё не исполнилось 18 лет) и 8,90 % тех, кому было уже больше 65 лет.